# Lawrence Norfolk
Lawrence Norfolk (Londres, 1963) és un novel·lista britànic. Va estudiar anglès al King's College de Londres fins a 1986. Després d'això va exercir com a professor i també com escriptor per a diferents diaris i revistes, entre els que es conten el suplement literari del Times.

## Obres
Norfolk ha publicat quatre novel·les:
- Lemprière's Dictionary (1991)
- The Pope's Rhinoceros (1996)
- In the Shape of a Boar (2000)
- John Saturnall's Feast (2012)[3]

Les seves novel·les són riques en detalls històrics i descripcions amb imaginatius elements de ficció.
El relat de El Diccionari de Lemprière's informa de la història de la creació de l'obra de 1788 Classical Dictionary de John Lempriere, lligant-lo amb el naixement de la Companyia Britànica de les Índies Orientals, el setge de La Rochelle i la mitologia grega. Per aquesta novel·la va guanyar el Premi Somerset Maugham.
A "El rinoceront del Papa" relata la rivalitat d'Espanya i Portugal pel favor del papa a començaments del segle xvi, i el regal de Portugal d'un rinoceront al papa per a la seva reserva de Roma. Al mateix temps descriu les experiències dels alemanys que van viatjar de l'illa Usedom fins a Roma.